# 正安县
正安县是中华人民共和国贵州省遵义市下属的一个县，位于贵州北端，乌江支流芙蓉江上游，邻接重庆市。
面积2595平方公里，2017年人口60万；邮政编码563400，县政府驻鳳儀街道。

## 历史
宋朝初年，属珍州乐源县；元朝先属珍州，隶遵义总管府播南路。至元二十三年（1363年），明玉珍踞蜀称帝，建立明夏政权，改珍州为真州，称真州思宁等处长官司。明朝时属播州杨氏管辖。万历二十九年（1601年）播州之役后，改土归流，真州长官司改为真安州，属遵义军民府，隶四川布政使司。清朝雍正二年（1724年），避雍正帝讳改为正安州。雍正六年，正安州随遵义府隶贵州布政使司，自此正安始入黔籍。
民国二年（1913年），全国废州，改正安县。1949年12月，中华人民共和国政府和平接管正安县，设立正安县人民政府，但尚未掌控区、乡、村地区。1950年初，中华民国政府残余势力（即中华人民共和国方面所称的土匪）攻占正安县。3月，正安县人民政府撤至绥阳县旺草区办公。9月27日，解放军攻占正安县城。与其它地区类似，通过剿匪稳定了当地局势。此后，历属遵义专区、遵义地区。
2020年中国南方水灾期间，6月11日07时至12日07时，正安县碧峰镇降264.6毫米特大暴雨，最大小时降雨163.3毫米，一小时降雨破贵州歷史紀錄。截至6月13日末，8人死亡5人失联。2020年截至6月末，全國最大1小时雨量第二名就是正安县碧峰镇163.8毫米，在6月12日。（首名是广东广州黄埔大桥168毫米，在5月22日）

## 行政区划
正安县下辖2个街道办事处、16个镇、2个民族乡：
凤仪街道、瑞濠街道、瑞溪镇、和溪镇、安场镇、土坪镇、流渡镇、格林镇、新州镇、庙塘镇、小雅镇、中观镇、芙蓉江镇、班竹镇、碧峰镇、乐俭镇、杨兴镇、桴㯊镇、谢坝仡佬族苗族乡和市坪苗族仡佬族乡。

## 交通
- 352国道过境。

## 特产
正安白及、正安野木瓜、正安白茶、正安娃娃鱼：中国地理标志产品。